# Toru Yoshida
Toru Yoshida (吉田 暢 Yoshida Toru?,  nacido el 17 de mayo de 1965 en Iwate) es un exfutbolista japonés que se desempeñaba como centrocampista.

## Trayectoria

### Clubes
| Club                | País  | Año         |
| ------------------- | ----- | ----------- |
| JEF United Ichihara | Japón | 1984 - 1994 |
| Brummell Sendai     | Japón | 1995 - 1997 |

## Palmarés

### Títulos nacionales
| Título                   | Club                | País  | Año       |
| ------------------------ | ------------------- | ----- | --------- |
| Japan Soccer League      | JEF United Ichihara | Japón | 1985-1986 |
| Copa Japan Soccer League | JEF United Ichihara | Japón | 1986      |